# دائرة عين مران
دائرة عين مران إحدى دوائر ولاية الشلف عاصمتها عين مران. وتضم كل من بلديات عين مران – الهرانفة.

## الشؤون الدينية

### المساجد
تحتوي هذه الدائرة على العديد من المساجد التي تشرف عليها مديرية الشؤون الدينية والأوقاف لولاية الشلف تحت وصاية وزارة الشؤون الدينية والأوقاف.
- مسجد علي بن أبي طالب
- مسجد عقبة بن نافع
- مسجد سيدي زيان
- مسجد الرمالي

### الزوايا
- «زاوية سيدي بوشعيب».[2]